# CS Chênois
El CS Chênois es un equipo de fútbol de Suiza que milita en la Liga Interregional, la quinta liga de fútbol más importante del país.

## Historia
Fue fundado en el año 1907 en la ciudad de Thônex con el nombre FC Thônex, el cual cambiaron en 1924 por el que tienen actualmente.
Han pasado la mayor parte de su historia en las divisiones amateur de Suiza, aunque han jugado 8 temporadas en la Nationalliga A, la máxima categoría de fútbol en el país, aunque no juegan en ella desde 1981.
Han participado en 2 ocasiones en la Copa Intertoto, una en 1977 y otra en 1979.

## Participación en competiciones internacionales
- Copa Intertoto: 2 apariciones

1977 - 4.º Lugar Grupo 10
1979 - 3.º Lugar Grupo 6

## Jugadores

### Jugadores destacados
- Oscar Antonio Gissi